# Callistomyia pavonina
Callistomyia pavonina är en tvåvingeart som beskrevs av Mario Bezzi 1913. Callistomyia pavonina ingår i släktet Callistomyia och familjen borrflugor. Inga underarter finns listade.